# Elezioni legislative in Burundi del 2010
Le elezioni legislative in Burundi del 2010 si tennero il 23 luglio per il rinnovo dell'Assemblea nazionale.

## Risultati
| Liste                                                                  | Voti      | %     | Seggi |
| ---------------------------------------------------------------------- | --------- | ----- | ----- |
| CNDD-FDD                                                               | 1 848 087 | 81,19 | 81    |
| Unione per il Progresso Nazionale (UPRONA)                             | 251 751   | 11,06 | 17    |
| Fronte per la Democrazia in Burundi - Nyakuri (FRODEBU)                | 133 920   | 5,88  | 5     |
| Coalition pour des Elections Libres, Apaisées et Transparentes (CELAT) | 21 136    | 0,93  | –     |
| Kaze - Forze per la Difesa della Democrazia (KAZE FDD)                 | 9 447     | 0,42  | –     |
| Fronte di Liberazione Nazionale (FROLINA)                              | 8 544     | 0,38  | –     |
| Partito dei Lavoratori e della Democrazia                              | 1 562     | 0,07  | –     |
| Patrick Hamenyimana                                                    | 1 106     | 0,05  | –     |
| Déogratias Hakizimana                                                  | 817       | 0,04  | –     |
| Totale                                                                 | 2 276 370 | 100   | 106   |